# Teddy Vieira
Teddy Vieira (Itapetininga, 23 de dezembro de 1922 — Itapetininga, 16 de dezembro de 1965) foi um violeiro e compositor brasileiro.

## Biografia
Fez o curso primário em Itapetininga, na região de Sorocaba, e os estudos secundários em São Paulo. Filho de um marinheiro, viveu numa família com padrão social razoável. Fez a primeira composição aos 18 anos. Aos 22 começou a trabalhar na Colúmbia, da qual foi diretor artístico. Em 1953, Vieira e Vieirinha lançaram a moda de viola "Roubei uma casada". Em 1956, passou a ser diretor sertanejo da Colúmbia. Em 1958 Teddy passou a gravadora Chantecler. Ele viveu durante algum tempo em Andradas, MG, onde conheceu, apaixonou-se e se casou com América Risso. Deste casamento adveio um único filho, Teddy Vieira de Azevedo Jr, que reside na cidade e se casou com Virgínia Felisberto dos Reis, com quem deu três netos ao compositor: Laura, Teddy Neto e Isadora. Faleceu em 16 de dezembro de 1965, em seu Simca Chambord, junto ao seu último parceiro de músicas, Lauripio Pedroso e mais cinco pessoas, em um trágico acidente na Rodovia Raposo Tavares em Itapetininga.   

## Reconhecimento
O músico e compositor ganhou uma estátua após 50 anos de morte. O monumento foi instalado na Praça Largo dos Amores, no Centro de Itapetininga. Na entrada da cidade de Ouro Fino, MG, construíram um monumento ao compositor, composto de três partes, O Menino da Porteira, o Boi Sem Coração e o Berrante.

## Sucessos
- 1950 - Violeiro Casado - gravado pela dupla Tonico e Tinoco
- 1952 - Irmão do Ferreirinha - (Teddy - Carreirinho)
- 1953 - Roubei uma casada - (Teddy Vieira - Lourival dos Santos)
- 1954 - Couro de boi - (Palmeira - Teddy Vieira)
- 1955 - O Menino da Porteira- (Teddy Vieira - Luisinho) - Gravação de Luizinho, Limeira e Zezinha[7]
- 1955 - Não me interessa - (Teddy Vieira - Lourival dos Santos)
- 1956 - João de barro - (Teddy Vieira - Muibo Curi )
- 1958 - Boiadeiro punho de aço - (Teddy Vieira - Pereira )
- 1959 - Boiadeiro Errante -  (Teddy Vieira)
- 1959 - Pagode em Brasília - (Teddy Vieira - Lourival dos Santos)
- 1961 - Rei do Gado (Teddy Vieira)